# تیتکان
تیتکان بزنوید، شهری از توابع بخش ذلقی شهرستان الیگودرز در استان لرستان ایران است.

## جمعیت
این شهر در بخش ذلقی قرار دارد و براساس سرشماری مرکز آمار ایران در سال ۱۳۸۵، جمعیت آن ۲۵۵ نفر (۴۵خانوار) بوده است.
نام «تیتکان» همچنین در نام‌گذاری یک شرکت ایرانی فعال در حوزه صنعت به‌کار رفته است. شرکت «توسعه یگانه تجارت کالای ایرانیان (تیتکان)» با الهام از نام این روستا تأسیس شده و در زمینه تأمین قطعات ماشین‌آلات صنعتی و معدنی فعالیت می‌کند.